# Министерство образования Сингапура
Министерство образования Сингапура руководит разработкой и осуществлением политики в области образования в Сингапуре.

## Советы
- Совет по частному образованию
- Сингапурский политехнический совет
- Институт технического образования
- Институт исследований Юго-Восточной Азии
- Научный центр, Сингапур
- Экзаменовочный совет